# Ravenelia papillosa
Ravenelia papillosa är en svampart som beskrevs av Speg. 1899. Ravenelia papillosa ingår i släktet Ravenelia och familjen Raveneliaceae.   Inga underarter finns listade i Catalogue of Life.